# 3139 Shantou
3139 Shantou (1980 VL1) là một tiểu hành tinh vành đai chính được phát hiện ngày 11 tháng 11 năm 1980 bởi Đài thiên văn Tử Kim Sơn ở Nanking.